# Hüseyin Çimşir
Hüseyin Çimşir (* 26. Mai 1979 in Araklı, Türkei) ist ein ehemaliger türkischer Fußballspieler und -trainer.

## Spielerkarriere

### Verein
Çimşir begann seine Karriere bei der Amateurmannschaft von Trabzonspor. Kurze Zeit nach seiner Berufung in die 1. Mannschaft verpflichtete Trabzonspor Igor Nikolovski von Sakaryaspor. Als Gegenleistung gab Trabzon Hüseyin an Sakarya. Der Wechsel zu Sakaryaspor und der spätere Transfer zu Antalyaspor waren zwei wichtige Schritte in seiner Karriere.
Durch die guten Leistungen von Hüseyin Çimşir wurde Trabzonspor wieder aufmerksam auf den ehemaligen Spieler. Trabzonspor verpflichtete den defensiven Mittelfeldspieler im Jahr 2004. Seitdem war Hüseyin Çimşir Stammspieler und Mannschaftskapitän bei seinem Heimatverein. Sein erstes Tor erzielte er gegen Fenerbahçe Istanbul am 13. Mai 2007. Trotz der Abgänge anderer Leistungsträger wie Fatih Tekke oder Gökdeniz Karadeniz, die ebenfalls lange Jahre bei Trabzonspor spielten, blieb er lange Zeit noch als Kapitän und wurde vor allem wegen seiner Treue zum Verein geschätzt, da er Angebote aus England, Russland und Griechenland ablehnte.
Im Sommer 2009 wechselte Hüseyin unerwartet zu Bursaspor und wurde mit seinem neuen Verein 2009/10 Meister. Nach einer enttäuschenden Saison 2010/11 für Bursaspor lief der Vertrag mit Çimşir aus. Bursaspor hatte zwar eine Einjahresverlängerungsoption, entschied sich aber dafür, diese Option nicht zu nutzen.
Nachdem Çimşir eine Spielzeit vereinslos geblieben war, wechselte er zum Sommer 2012 zum neuen Zweitligisten Adana Demirspor. Mit dem Auslaufen seines Vertrages bei Demirspor zum Sommer 2013 beendete Çimşir seine Karriere.

### Nationalmannschaft
In der türkischen Fußballnationalmannschaft gab Çimşir sein Debüt am 4. September 2004 gegen Georgien. Bereits am 22. April 1998 saß er gegen Russland auf der Bank, blieb aber ohne Einsatz.

## Trainerkarriere
Direkt im Anschluss an seine Spielerkarriere begann Çimşir, als Trainer zu arbeiten und betreute als erste Tätigkeit die Jugendmannschaft von Trabzon Akçaabat FK. Ab der Saison 2014/15 begann er beim Erstligisten Akhisar Belediyespor als Jugendtrainer zu arbeiten und folgte damit seinem ehemaligen Nachwuchstrainer Mustafa Reşit Akçay der nun Akhisar Belediyespor als Cheftrainer betreute. Noch 2014 wurde er bei Akhisar Belediyespor zum Co-Trainer befördert.

## Erfolge
Mit Bursaspor
- Türkischer Meister: 2009/10